# 青崎地区 (広島県広島市・安芸郡府中町)
青崎（あおさき）は、広島市南区及び安芸郡府中町に位置する地区であり、ここでは町名に「青崎」を冠する地区の総称として用いる。

## 概要

### 地理
広島県を流れる太田川の支流猿猴川の河口東側に位置する。

### 隣接している地区
- 北側：安芸郡府中町桃山、柳ヶ丘。
- 東側：広島市南区堀越及び安芸区船越。
- 南側：広島市南区向洋本町。→ 向洋地区 (広島市南区)
- 西側：広島市南区小磯町。（マツダ本社工場が所在）

### 町名と地誌[2]
広島市南区
- 青崎1丁目・2丁目
- 東青崎町

安芸郡府中町
- 青崎南
- 青崎東
- 青崎中

## 歴史[3]
- 1774年（安永3年）- 浅野藩の命により、青崎新開の干拓が始まる。(現在の広島市南区青崎1丁目、2丁目及び東青崎町並びに府中町青崎南及び青崎中の区域)

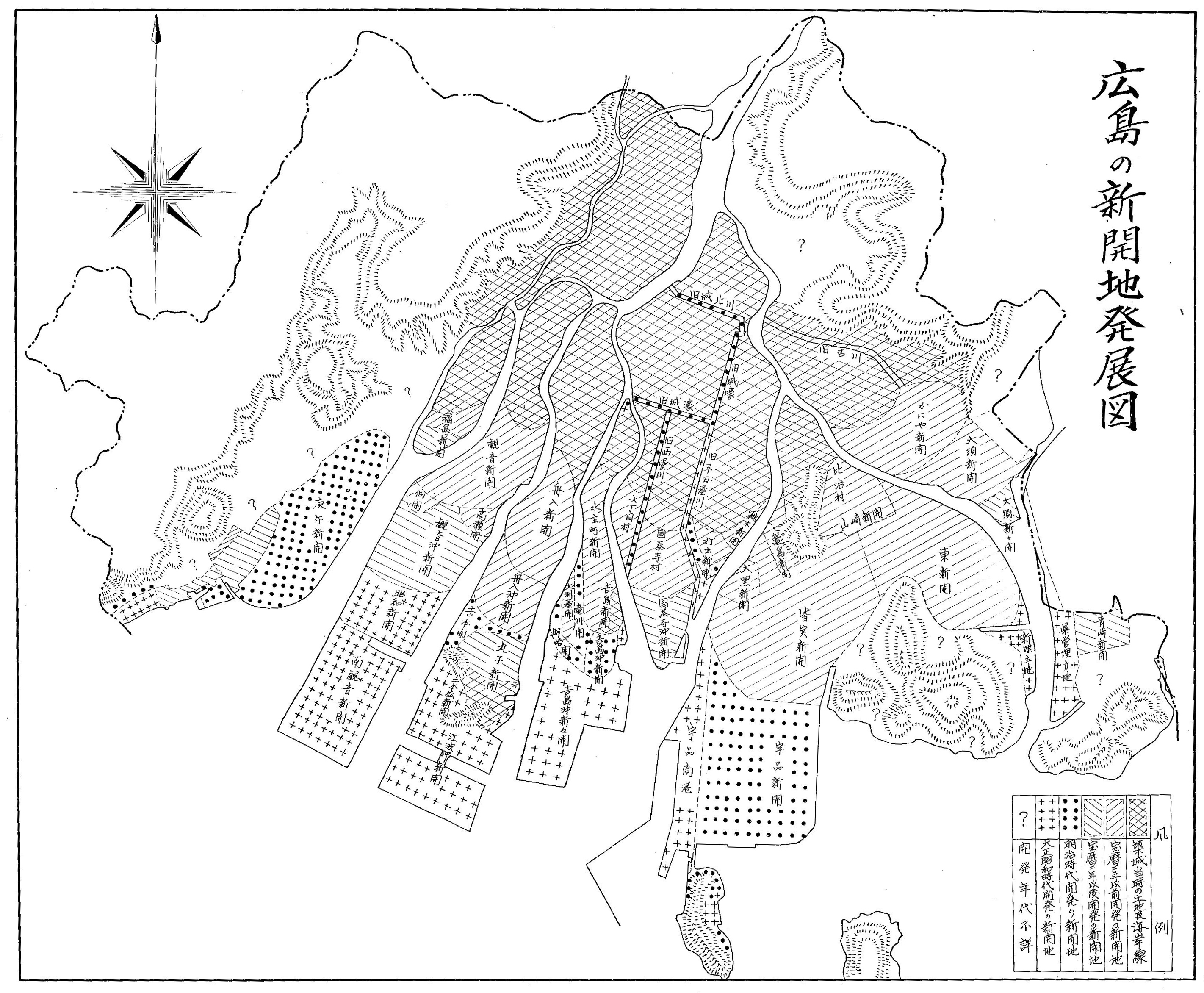
「青崎新開」は上記の地図の南東部に位置する。

- 1776年（安永5年） - 青崎新開の干拓が完了
- 1890年（明治23年）- 青崎新開で入浜式塩田による塩づくりが始まる。(明治38年（1905年）の塩の専売制に伴い、明治44年（1911年）塩田廃止)
- 1894年（明治27年）- 山陽鉄道(現JR西日本(株)の山陽本線)の神戸から広島間が開通する。(山陽鉄道は同年、旧国鉄に吸収される。)
- 1920年（大正9年) - 向洋駅が開業する。(開業当時の駅舎は、現駅舎より200メートル東寄りにあった。昭和17年、乗降人員の増加に伴い、現在の所に移転改築。)
- 1929年（昭和4年）- 広島市、仁保村(青崎地区は同村内)を合併する。
- 1931年（昭和6年）- 東洋工業(株)(現在のマツダ(株))が広島市吉島町から府中町新地の現在地へ移転する[4]。
- 1937年（昭和12年）- 広島鉄道学園(当時、広島鉄道局教習所)が開設される。
- 1938年（昭和13年）- 国道2号（現在の県道広島海田線）が開通する。
- 1945年（昭和20年）- 広島市に原爆が投下される。(終戦)1945年、米軍作成の広島市地図。地図の東部、猿猴川の東岸に”AOSAKI”という表記が見られる。原爆投下での被害は市中心部と比べ、少なかった。

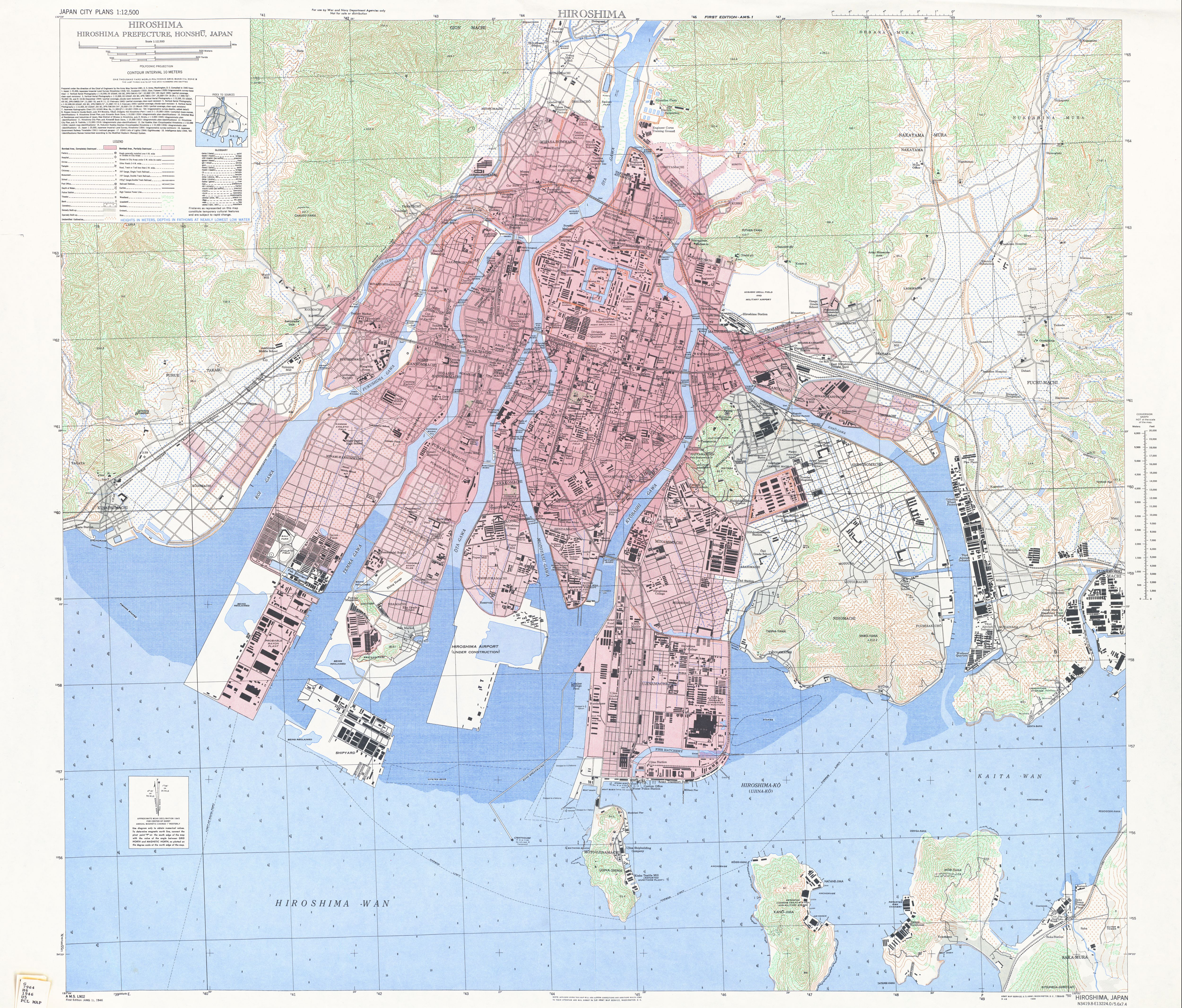
1945年、米軍作成の広島市地図。地図の東部、猿猴川の東岸に”AOSAKI”という表記が見られる。原爆投下での被害は市中心部と比べ、少なかった。

- 1967年（昭和42年）- 黄金橋が完成する。新国道2号が開通する。
- 1975年（昭和50年）- 山陽新幹線　岡山から博多間が開業する。
- 1987年（昭和62年）- 国鉄改革。広島鉄道学園、廃止される。
- 1999年（平成11年）- 向洋駅周辺青崎土地区画整理事業が都市計画決定される。(連続立体交差事業(鉄道の高架化事業)も同時に都市計画決定)
- 2002年（平成14年）- 同事業の事業計画が決定される

2008年の広島市中心部の航空写真。青崎地区は南東部に位置する。

## 経済・産業
前述の通り、製塩産業が20世紀初頭頃までは盛んであった。今では、マツダの本社工場が近いために、その関連工場が存在する。

## 主要施設
- 広島市立青崎小学校
- 向洋駅
- マツダ病院
- 広島南警察署 青崎交番
- 広島東警察署 向洋駅前交番
- 広島市消防局南消防署 青崎出張所
- 藤三 向洋店
- アルゾ 青崎店
- コスモ石油 青崎SS（現:コスモ石油 セルフむかいなだSS）
- 小糸製作所 広島支店[5]

以前は広島鉄道学園（1987年廃止）やユアーズ青崎店（2016年閉店）が存在した。

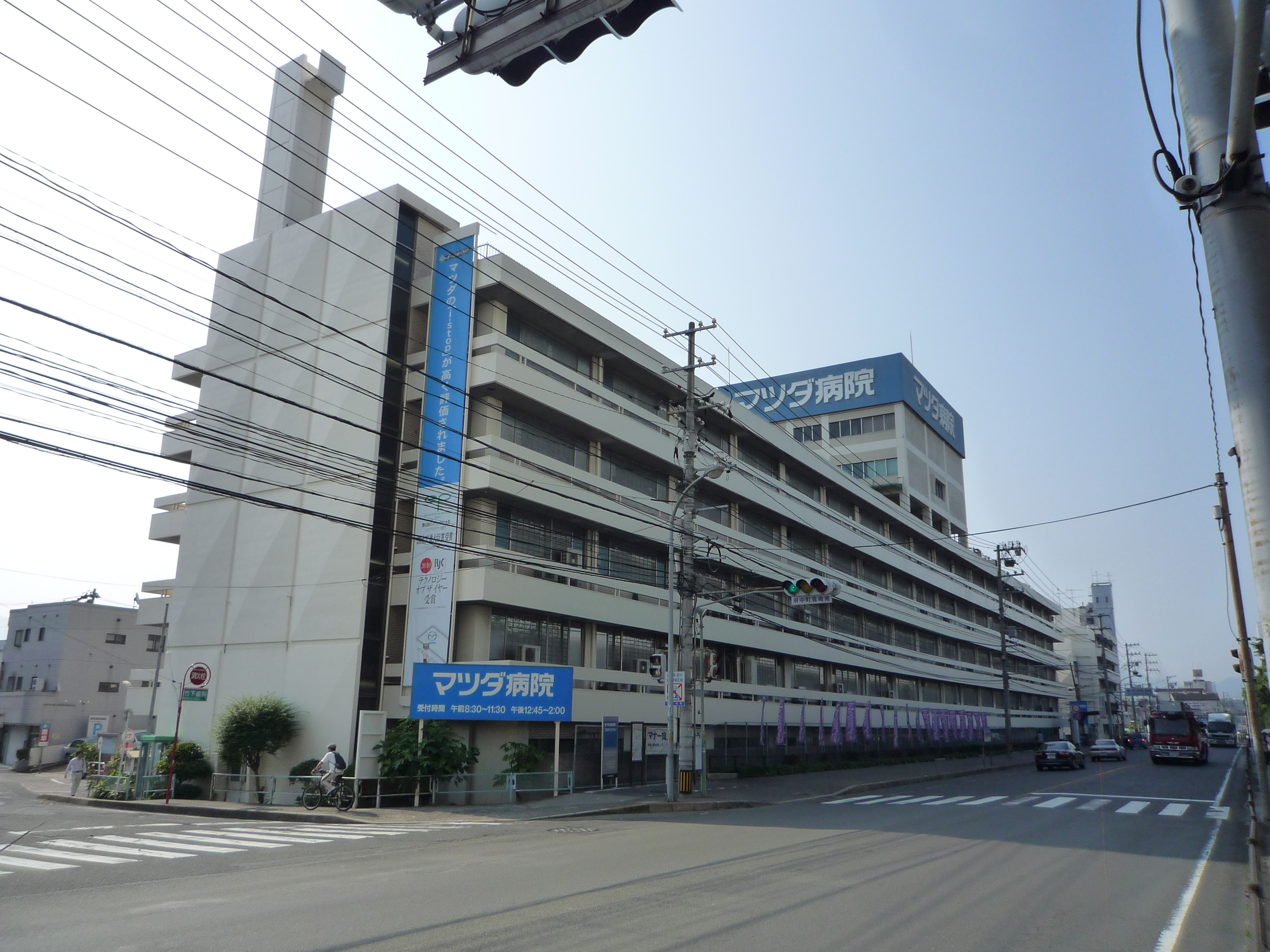
マツダ病院（2010年）

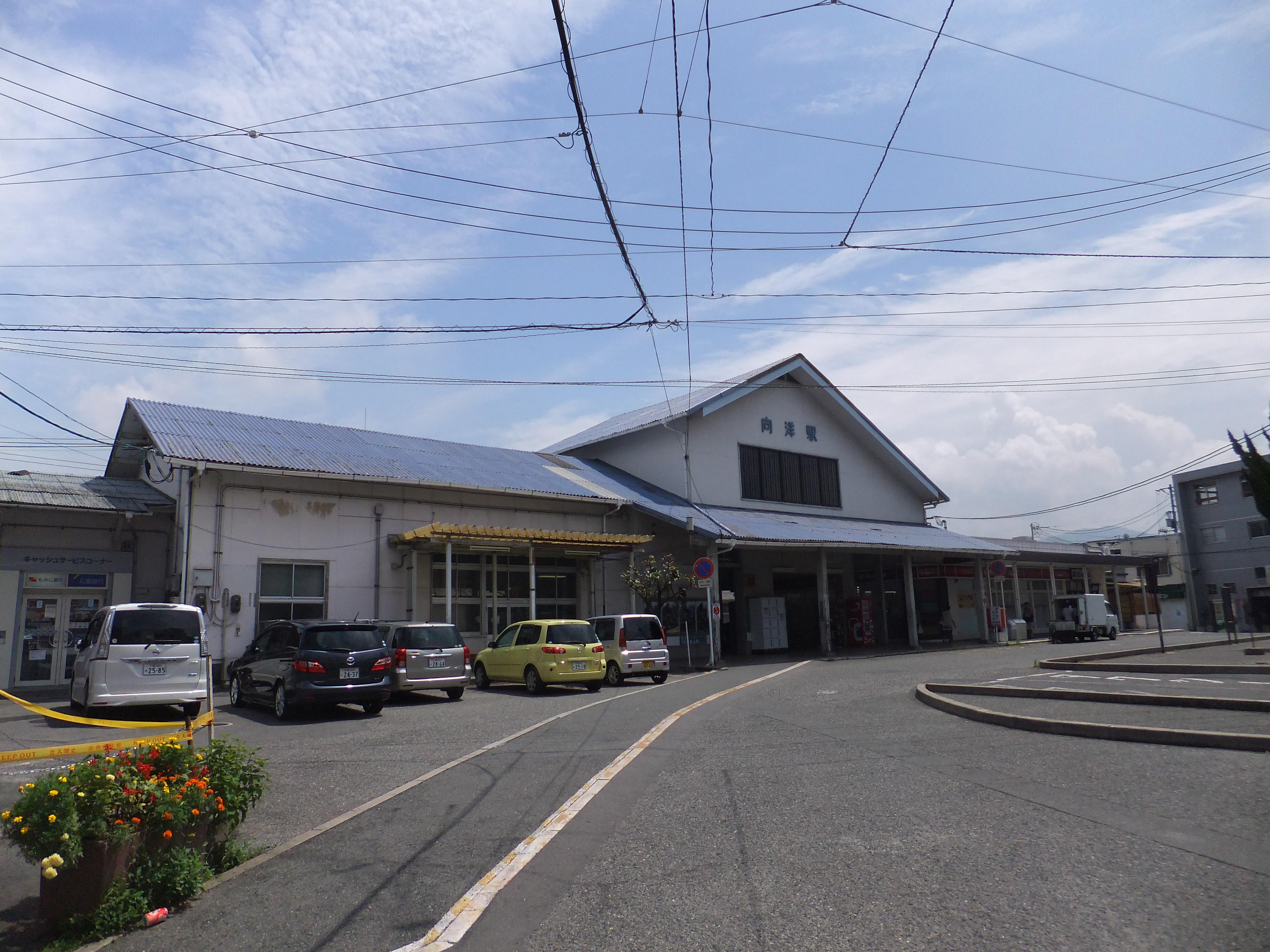
向洋駅（2014年）

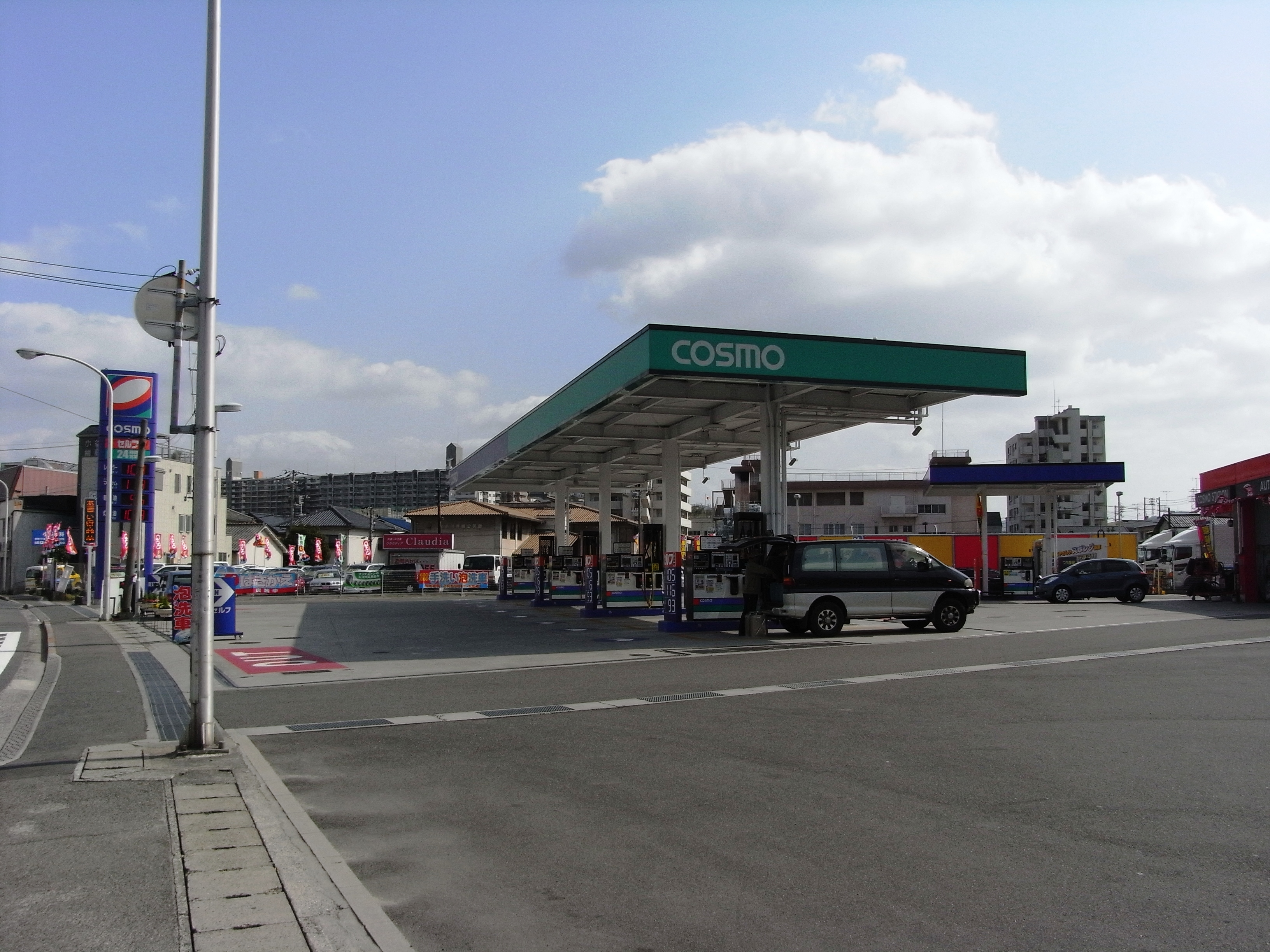
コスモ石油 青崎SS（現:コスモ石油 セルフむかいなだSS）（2009年）

## 交通
鉄道
- 向洋駅（JR山陽本線）

バス
- つばきバス - 府中町のコミュニティバス。
- 広島バス - 21号線（宇品線）が通過する。
- 広電バス - 2-6号線（府中ニュータウン線）が通過する。また40号線（熊野線）も通過する。
- 芸陽バス - 40号線：阿戸線・三迫線・畑賀線・南幸線・西条広島線（海田町、阿戸町、西条駅等方面）が通過する。

道路
- 国道2号（新広島バイパス）
- 広島県道164号広島海田線
- 広島県道187号浜田仁保線
- 広島県道198号向洋停車場線

## スポーツ
- 青崎サッカークラブ
- 青崎ソフトボール少年団[6]

## 出身・ゆかりのある人物
- 金本知憲 - 元プロ野球選手。